# Хуанхуа
Хуанхуа́ (кит. упр. 黄骅, пиньинь Huánghuá) — городской уезд городского округа Цанчжоу провинции Хэбэй (КНР). Назван в честь китайского героя Хуан Хуа, героически погибшего в этих местах в годы войны с Японией.

## История
При империи Цинь в 221 году до н. э. здесь был образован уезд Люсянь (柳县). При империи Западная Цзинь в 265 году он был переименован в Гаочэн (高城县), а при империи Суй в 598 году — в Яньшань (盐山县).
В годы войны с Японией марионеточными властями в 1938 году из смежных территорий уездов Яньшань и Биньхай был образован уезд Синьхай (新海县). В 1943 году уезды Синьхай и Цинчэн (青城县) были объединены в уезд Синьцин (新青县).
После окончания Второй мировой войны уезд Синьцин был в 1945 году переименован в Хуанхуа в честь героически погибшего в борьбе с японцами Хуан Хуа — заместителя командующего Хэбэй-Шаньдунским освобождённым районом.
В 1949 году был образован Специальный район Цансянь (沧县专区), и уезд вошёл в его состав. В июне 1958 года Тяньцзинь был понижен в статусе, став городом провинциального подчинения, и Специальный район Цансянь был присоединён к Специальному району Тяньцзинь (天津专区). В начале 1959 года Специальный район Тяньцзинь был расформирован, а вся его территория вошла в состав города Тяньцзинь.
В июне 1961 года был восстановлен Специальный район Цанчжоу (沧州专区) — бывший Специальный район Цансянь, и уезд вошёл в его состав. В декабре 1967 года Специальный район Цанчжоу был переименован в Округ Цанчжоу (沧州地区).
В 1989 году уезд Хуанхуа был преобразован в городской уезд. В 1993 году Округ Цанчжоу и город Цанчжоу были расформированы, а на их территориях был образован Городской округ Цанчжоу.

## Административное деление
Городской уезд Хуанхуа делится на 3 уличных комитета, 4 посёлка, 4 волости и 3 национальные волости.

## Экономика
В Хуанхуа компания ChangHua Special Purpose Vehicle производит автомобильные цистерны, полуприцепы, буровые установки и другую специальную технику.

## Транспорт

### Морской
Морской порт Хуанхуа специализируется на экспорте удобрений и угля.

### Железнодорожный
Важное значение имеют контейнерные перевозки из порта Хуанхуа в Россию.